# Bloemist
Een bloemist is een beroepsbeoefenaar die (snij)bloemen, planten en toebehoren verkoopt vanuit een winkel, straatkraam of kiosk, of marktkraam.
Bloemisten beschikken over vakkennis op het gebied van bloemen en planten en kunnen klanten voorlichten over de verzorging en houdbaarheid ervan en bijvoorbeeld de betekenis van bepaalde bloemen. Bloemisten stellen ook boeketten en bloemstukken samen (de zogeheten bloemsierkunst). Een extra dienst die veel bloemisten leveren is de bezorging van boeketten en bloemstukken aan huis ter gelegenheid van verjaardagen, jubilea, partijen, geboorten, bruiloften of begrafenissen (rouwkransen), normaliter voorzien van een aangehecht kaartje of lint met daarop gelukwensen, condoleances e.d. alsmede de naam van de afzender. Bloemisten zijn veelal aangesloten bij nationale en internationale organisaties (zoals Fleurop) om de bezorging van bloemen over grote afstanden te kunnen verzorgen. Er bestaan opleidingen voor bloemist en bloemschikken.
In Vlaanderen wordt de term bloemist ook gebruikt voor de tuinbouwer die bloemen teelt in kassen en ze via de groothandel verdeelt.

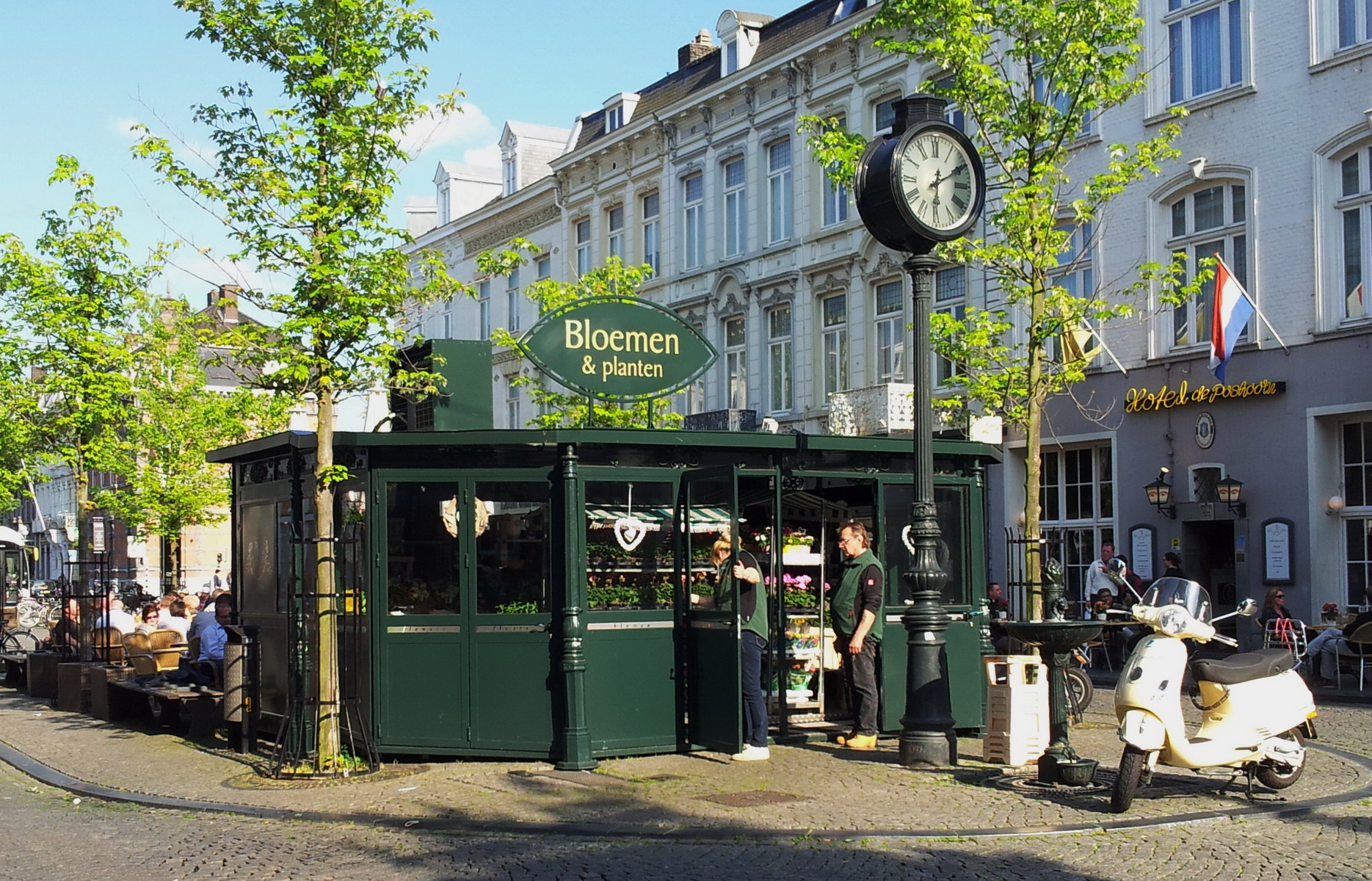
Bloemenkiosk in Maastricht
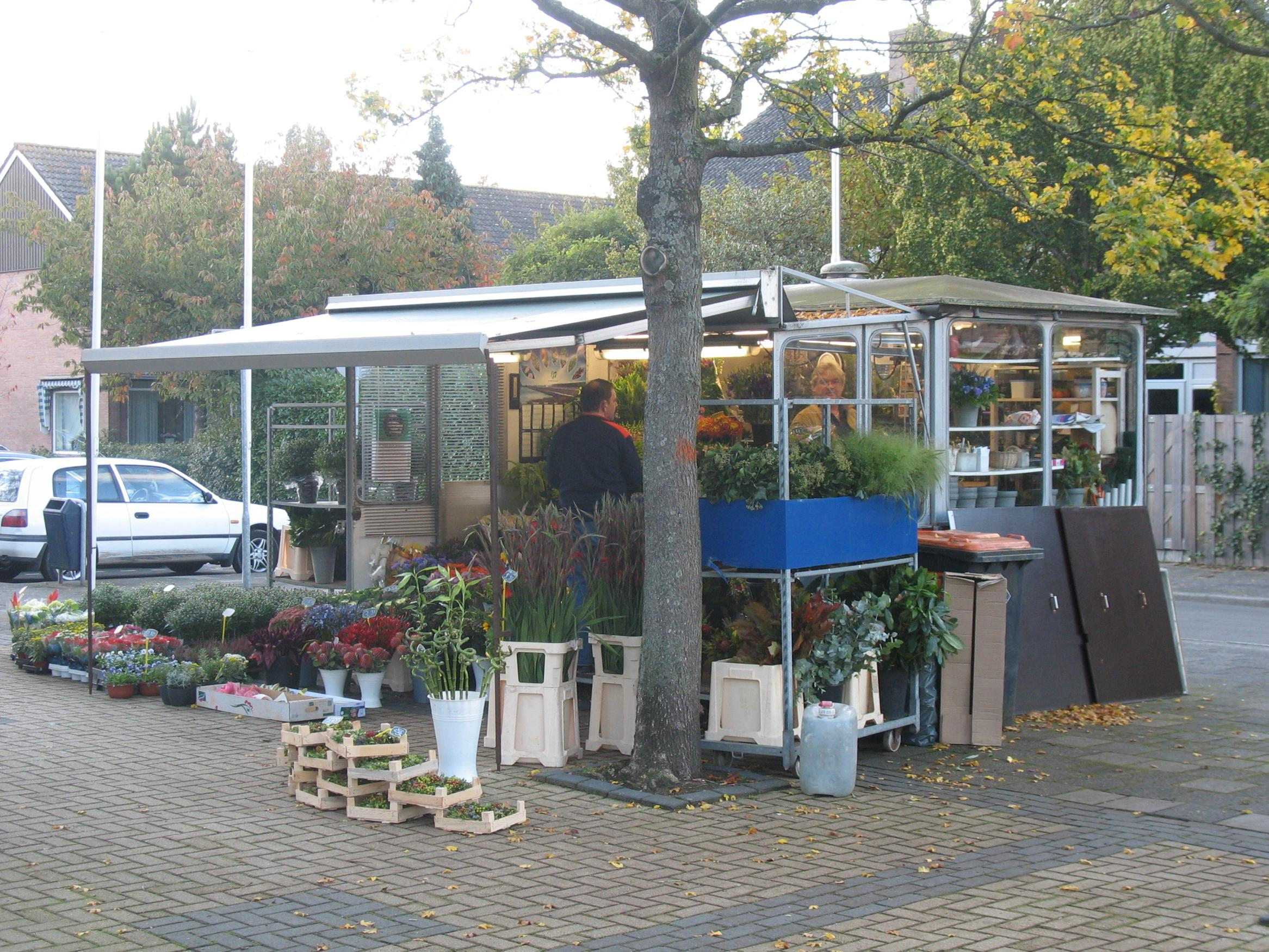
Typisch Nederlands bloemenstalletje
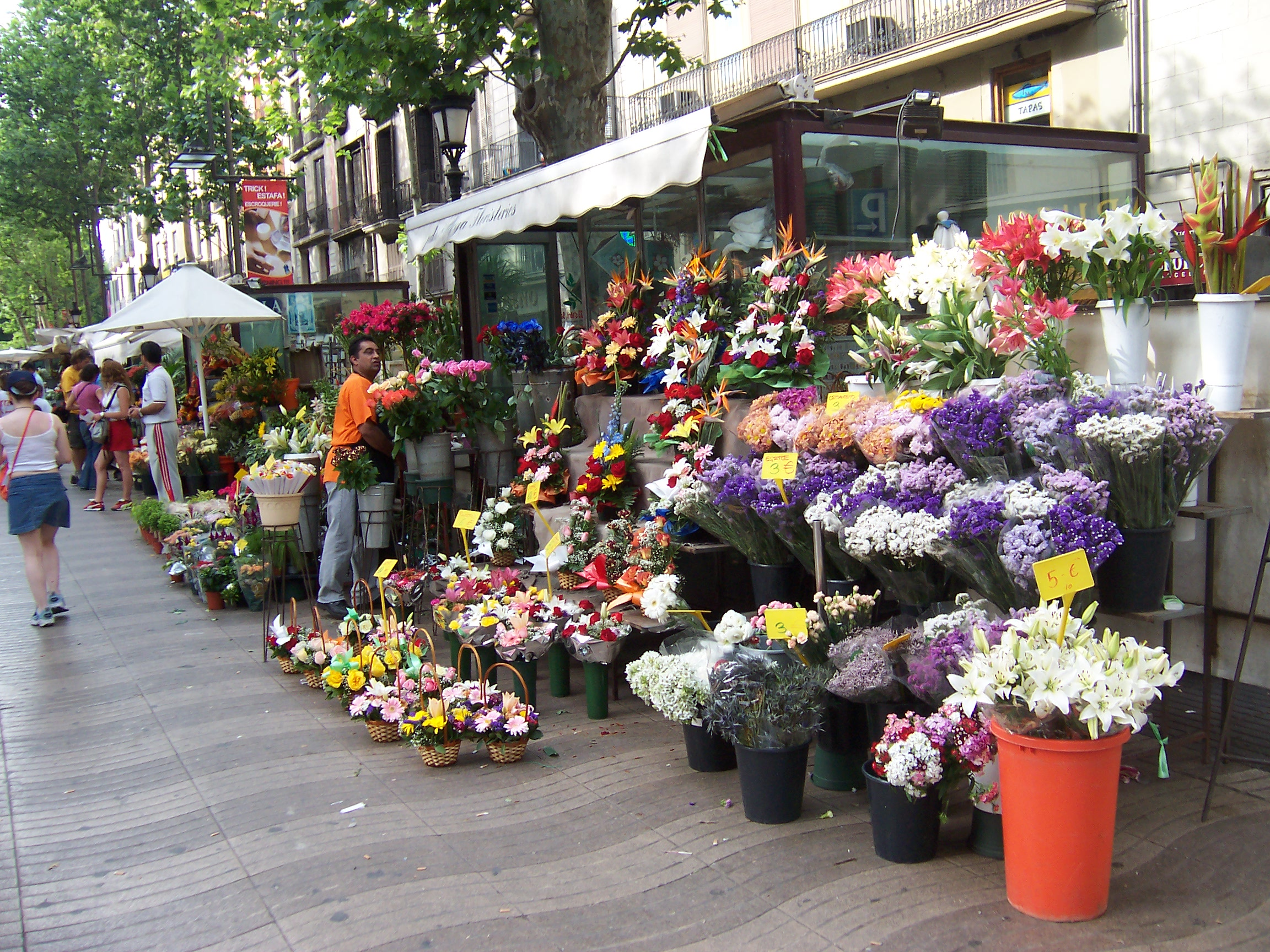
Bloemenstal aan de La Rambla in Barcelona